# Montegiove
Montegiove is een gehucht (frazione) in Umbrië, gemeente Montegabbione, in de Italiaanse provincie Terni. Het is gelegen in een heuvelachtige omgeving nabij de dorpen San Vito In Monte, La Scarzuola en Frattaguida. In het gehucht bevinden zich het Castello di Montegiove en de Chiesa di San Lorenzo.
De naam van het dorp en het kasteel zijn afkomstig van de Romeinse god Jupiter Elicius (in het Italiaans verbasterd tot Giove), voor wie op deze locatie een tempel was gebouwd. Op de ruïne van de tempel werd tussen 1278 en 1282 het kasteel gebouwd door de familie Bulgarelli. Sind 1780 is het kasteel in bezit van de familie Misciattelli.